# Hans Kupelwieser
Hans Kupelwieser (né le 8 avril 1948 à Lunz am See) est un sculpteur et photographe d'art contemporain.

## Biographie
Hans Kupelwieser est l'arrière-petit-fils du peintre viennois Leopold Kupelwieser.
Kupelwieser, élève des Bundesgymnasium und Bundesrealgymnasium Keimgasse Mödling et titulaire de la maturité en 1968, vit à Graz et à Vienne et enseigne le design plastique à l'Institut d'art contemporain de l'Université technologique de Graz.
Kupelwieser développe son concept de sculpture au cours de ses études (Université des arts appliqués de Vienne) sous l'influence de Bazon Brock (de), Herbert Tasquil (de) et Peter Weibel. Au début des années 1990, Hans Kupelwieser travaille sur des œuvres gonflées en aluminium, qu'il appelle Gonflables, créées dans l'entreprise de transformation de l'aluminium Neuman.
Le titre de la série Nylons (1994-2004) fait référence au matériau source : des sacs à provisions (sacs en nylon) en PVC. Hans Kupelwieser dispose les sacs les uns à côté des autres, en les chevauchant par endroits, et les photographie comme une mosaïque rétroéclairée. À l'aide de la photographie, un collage à l’origine riche en matières est utilisé pour créer une surface lumineuse qui n’est pas sans rappeler les vitraux traditionnels.
En 2004, Hans Kupelwieser conçoit une stèle commémorative pour la VHS Hietzing à Vienne pour la synagogue de Hietzing, détruite en 1938.

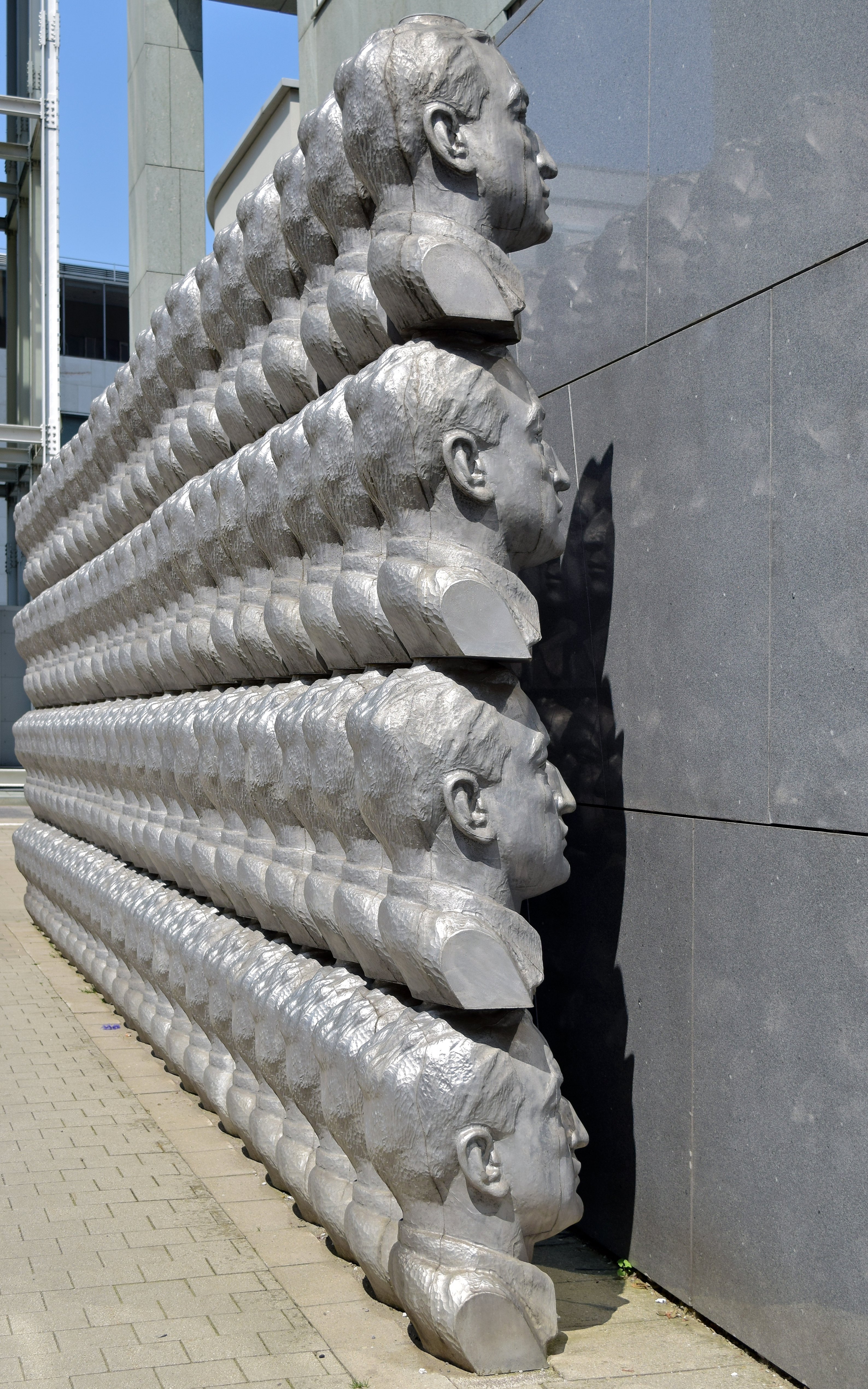
Installation Hohlkopfwand au Landhausviertel St. Pölten.
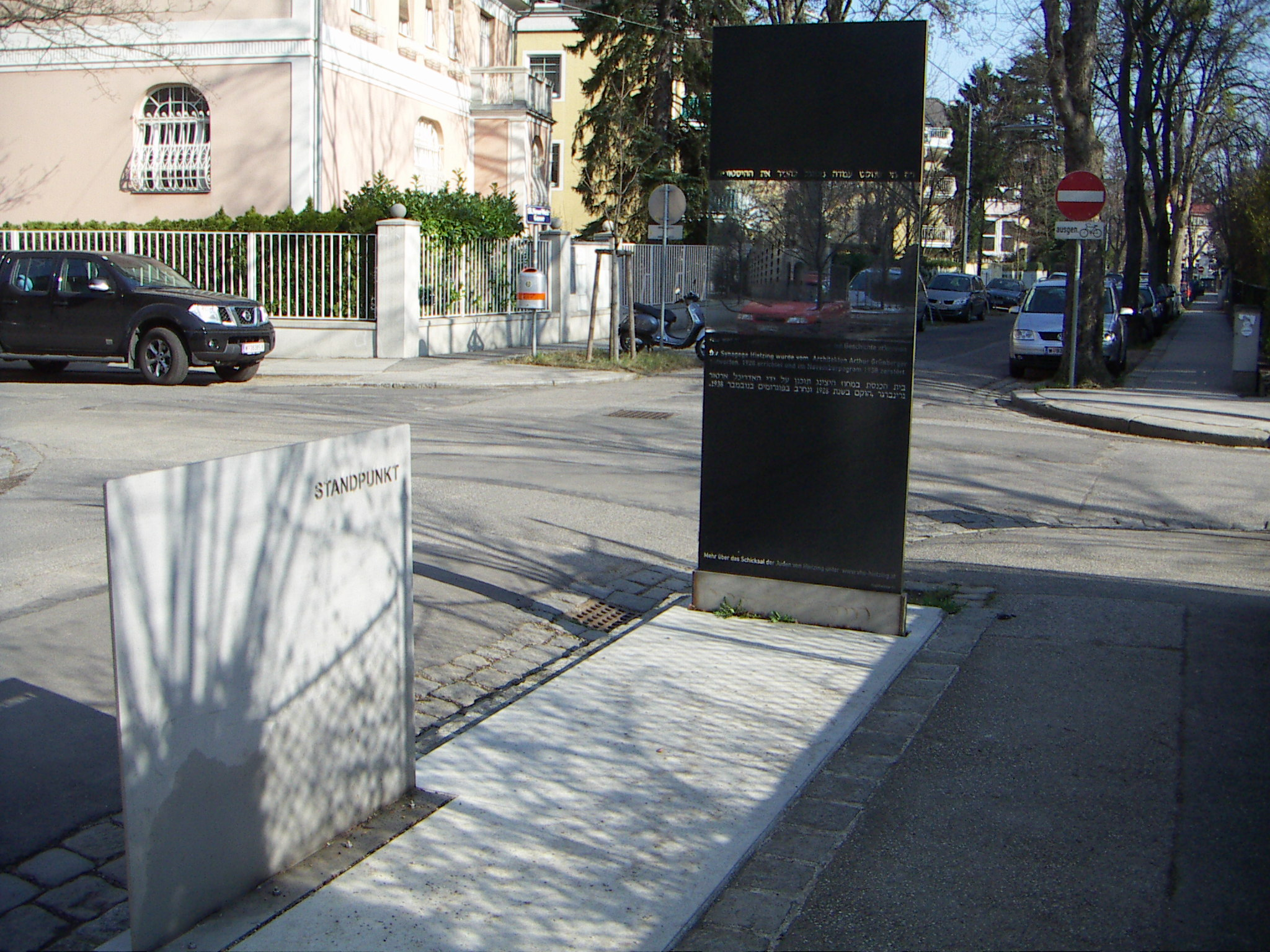
Mémorial pour la synagogue détruite, à Hietzing.